# Englische Badmintonmeisterschaft 1989
Die Englische Badmintonmeisterschaft 1989 fand vom 4. bis zum 7. Februar 1989 im Crawley L.C. in Crawley statt. Es war die 26. Austragung der nationalen Titelkämpfe von England im Badminton.	

## Titelträger
| Disziplin    | Gold                         | Silber                      |
| ------------ | ---------------------------- | --------------------------- |
| Herreneinzel | Darren Hall                  | Steve Baddeley              |
| Dameneinzel  | Fiona Smith                  | Joanne Muggeridge           |
| Herrendoppel | Steve Baddeley Martin Dew    | Mike Brown Andy Goode       |
| Damendoppel  | Gillian Clark Gillian Gowers | Julie Munday Fiona Smith    |
| Mixed        | Andy Goode Gillian Clark     | Mike Brown Jillian Wallwork |

## Finalresultate
| Disziplin    | Sieger                    | Finalist                      | Ergebnis     |
| ------------ | ------------------------- | ----------------------------- | ------------ |
| Herreneinzel | Darren Hall               | Steve Baddeley                | 15–2, 15–12  |
| Dameneinzel  | Fiona Smith               | Joanne Muggeridge             | 11–2, 11–3   |
| Herrendoppel | Martin Dew Steve Baddeley | Mike Brown Richard Outterside | 15–9, 15–11  |
| Damendoppel  | Gillian Clark Sara Sankey | Fiona Smith Julie Munday      | 15–12, 18–13 |
| Mixed        | Andy Goode Gillian Gowers | Mike Brown Jillian Wallwork   | 18–13, 18–14 |